# 10. диверзантски одред
10. диверзантски одред је био једна од приштапских јединица Војске Републике Српске. За разлику од других јединица ВРС, припадници 10. диверзантског одреда били су плаћани по извршењу својих задатака. Многи припадници одреда осуђени су за злочине у Сребреници током лета 1995. године. Након рата, многи припадници одреда су се придружили Бијелој легији, про-Мобуту јединици у чијем саставу је било 200 источноевропских плаћеника, у тадашњем Заиру.

## Састав и наоружање
Одред је основан 14. октобра 1994. као борбена јединица директно подређена Главном штабу Војске Републике Српске и бројао је између 50 и 60 бораца. За команданта је одмах именован поручник Милорад Пелемиш.
Одред је био подељен у два вода
- Први (Бијељински) вод, чији је командир био потпоручник Франц Кос
- Други (Власенички) вод, чије је командир био Лука Јокић.

Власенички вод је током рата функционисао као јуришни вод, док је Бијељински вод коришћен за диверзантска дејства. Први вод је имао седиште у Бијељини, док је други вод смештен у месту Драгашевац код Власенице.
Основни задаци јединице обухватали су високо ризичне борбене радње: скупљање обавештајних података о непријатељу, убацивање у непријатељску позадину и извођење диверзантских дејстава.

## Ратни пут
Током рата у Босни и Херцеговини, 10. одред је први пут као јединица задејствована у нападу ВРС на Бихаћ крајем 1994. На лето наредне године, одред је учествовао у заузимању Сребренице у операцији Криваја 95 и заузимању Жепе у операцији Ступчаница. Почетком августа одред је пребачен у Босанску крајину где је прво учествовао у противнападу ВРС ”Вагањ 95”, да би потом бранио прилазе Дрвару од напада хрватских снага.

## Ратни злочини у Сребреници
Након што је ВРС заузела Сребреницу у операцији Криваја 95 на лето 1995, припадници 10. одреда су у два наврата учествовали у масовном стрељању сребреничких муслимана. Дана 16. јула 8 осам припадника одреда (Дражен Ердемовић, Брано Гојковић, Александар Цветковић, Властимир Голијан, Франц Кос, Станко Савановић
(Којић), Зоран Гороња и Марко Бошкић) учествовали су у стрељању 1.200 Муслимана из Сребренице на економији Брањево. Дана 23. јула припадници 10. одреда убили су најмање 39 Муслимана у селу Бишина. Дражен Ердемовић осуђен је правоснажном казном на дугогодишњу казну затвора.
Суд Босне и Херцеговине подигао је оптужнице против Франца Коса, Станка Којића, Властимира Голијана и Зорана Горње. Дана 14. јула 2012. године, Судско вијеће осудило је Станка Којића на 43 године, Франца Коса и Зорана Гороњу на 40 година, а Властимира Голијана на 19 година затвора. Дана 15. фебруара 2013. године, Апелационо вијеће осудило је Коса на 35 година, Којића на 32 године, Гороњу на 30 година и Голијана на 15 година затвора због злочина против човјечности. Марко Бошкић осуђен је на 10 година затвора због злочина против човјечности 2010. године. Александра Цветковића у јулу 2015. године Суд Србије је ослободио кривице. Суд Србије осудио је Брану Гојковића на 10 година затвора.